# Mỡ hành

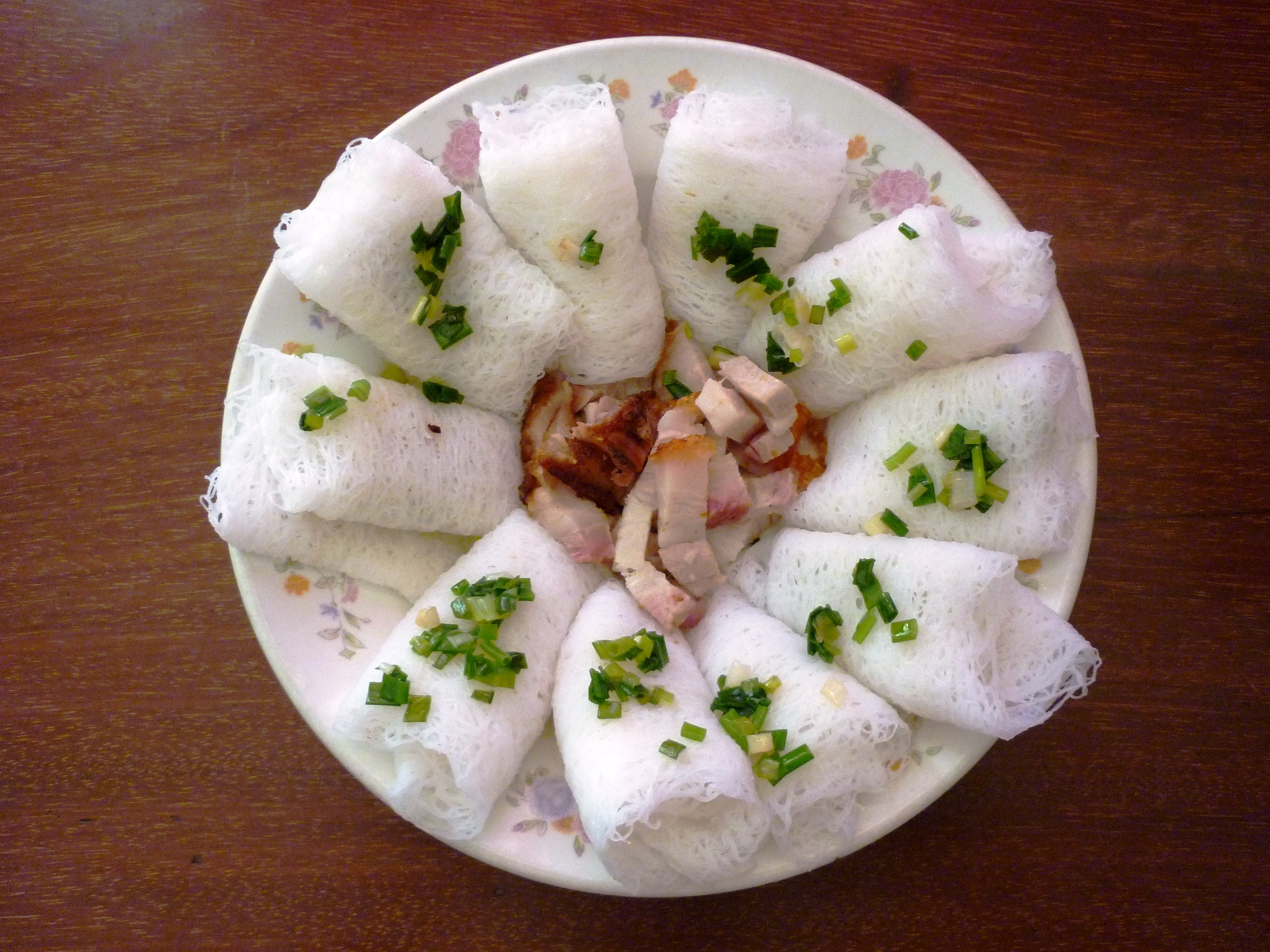
Mỡ hành được chan lên đĩa bánh hỏi

Mỡ hành là một món gia vị làm phụ gia cho các món ăn ở Việt Nam, nó là hỗn hợp lỏng được làm từ hành lá, phi dầu hoặc mỡ, đôi khi trộn với tóp mỡ chiên hay hành phi. Mỡ hành giúp cho các món ăn có độ béo đặc trưng, vừa làm tăng vị thơm ngon cho món ăn, vừa tạo màu sắc cho món ăn thêm hấp dẫntuy nhiên một số người không ăn vì nhiều lý do. Mỡ hành là món kèm theo cũng rất quan trọng trong dĩa cơm tấm, cơm bình dân, các món sườn nướng, bò nướng lá lốt, bánh bèo, bánh bột lọc, bánh khoái, bánh hỏi, cá lóc nướng trui…
Nguyên liệu làm mỡ hành từ mỡ lưng, dùng để thắng tóp mỡ, mỡ nước để làm món mỡ hành hay cho vào thịt kho, cá kho... tiếp đến nguyên liệu quan trọng là hành lá. Mỡ hành được chế biến theo hai cách: 
- Cách thông thường: hành lá lấy phần xanh cắt nhỏ, cho hành vào tô, rắc muối, bắc chảo lên bếp cho dầu vào đun cho nóng già rồi đổ dầu vào tô hành và trộn cho hành chín tái đều.
- Cách làm nhanh bằng lò vi sóng: cho hành lá cắt nhỏ và thêm muối và dầu vừa đủ vào tô rồi bao lại cho vào lò vi sóng khoảng 30 giây là được (tùy công suất lò và lượng hành nhiều ít), lấy ra trộn lại cho đều.